# 직접 방송 위성
직접 방송 위성(Direct Broadcast Satellite; DBS)는 각 가정에서 위성으로부터 직접 신호를 수신받는 것을 말한다. 일반적으로 위성 마이크로파를 통해 TV 신호를 수신받는다. 과거에 비해 수신 안테나의 크기와 가격이 크게 떨어짐으로서 경제적 타당성을 얻게 되었다.
빌딩이나 높은 산에 의해 난시청이나 낮은 수준의 화질을 제공받는 지역에 DBS를 통한 TV 신호 송출은 많은 도움이 된다. PBS에 의한 송출보다 DBS에 의한 송출이 더 좋은 화질을 제공해주기 때문이다.